# Jabier Muguruza

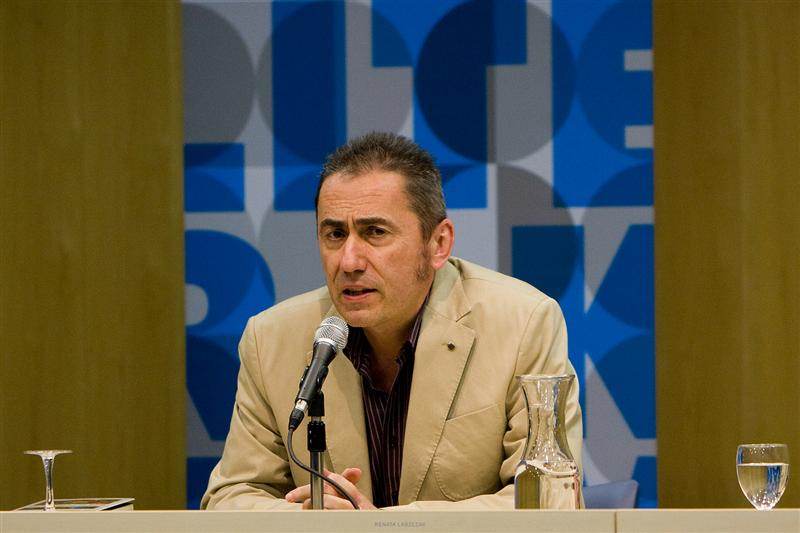
Jabier Muguruza (2012)

Jabier Muguruza Ugarte (* 30. August 1960 in Irun) ist ein spanischer Musiker und Schriftsteller. Er ist der ältere Bruder von Fermin und Iñigo Muguruza, die ebenfalls Musiker sind. Wie auch seine Brüder, schreibt Jabier Muguruza seine Lieder und Texte auf Baskisch.

## Leben
Obwohl er bereits mit fünf Jahren anfing, Akkordeon spielen zu lernen, begann seine musikalische Karriere erst im Jahr 1998, als er seine erste Platte „Ja, ja“ aufnahm, welche an Kinder gerichtet war. 1990 gründete er die Jazz-Pop-Gruppe Les Mecaniciens und veröffentlichte mit ihr drei Alben. Als sich Les Mecaniciens 1993 auflösten, begann Jabier seine Solokarriere als Singer-Songwriter. Seine Musik enthält Elemente des Rock, Pop und Jazz. Neben seiner Tätigkeit als Singer-Songwriter gründete er zusammen mit Sergio Ordóñez und seinem Bruder Iñigo die Gruppe Joxe Ripiau. Bis zu ihrer Auflösung 2000 brachten sie vier Alben heraus. Im Laufe seiner Solokarriere veröffentlichte er insgesamt acht Alben, welche von Musikkritikern oft sehr positiv bewertet wurden.
Jabier Muguruzas Schriftstellerlaufbahn begann in den 90er Jahren, als er mit Bernardo Atxaga, Ruper Ordorika, José Mari Iturralde und anderen die Literaturgemeinschaft „Emak Bakia“ ins Leben rief. 1994 veröffentlichte Muguruza mit „Sei lagun, sei sekretu“ sein erstes Kinderbuch, welchem vier weitere Kinderbücher sowie zwei für Erwachsene folgten.

## Diskographie

### Mit Les Mecaniciens
- Erabakia (Elkar, 1991)
- Ia Xoragarria (Elkar, 1992)
- Euskadi jende gutxi (Esan Ozenki, 1993)

### Mit Joxe Ripiau
- Positive Bomb (Esan Ozenki, 1996)
- Karpe Diem (Esan Ozenki, 1997)
- Paradisu Zinema (Esan Ozenki, 1998)
- Bizitza Triste eta Ederra (Esan Ozenki, 2000)

### Als Solokünstler
- Ja, ja (IZ, 1989) (Wird von Kindern gesungen und normalerweise nicht gelistet)
- Boza barruan (Elkar, 1994)
- Kitarra bat nintzen (Elkar, 1996)
- Aise (Elkar, 1997)
- Fiordoan (Esan Ozenki, 1999)
- Hain guapa zaude (Metak, 2001)
- Enegarren postala (Resistencia, 2003)
- Liverpool-Gernika (Hirusta Records, 2004)
- Abenduak 29 (Resistencia, 2005)
- Konplizeak (Elkar, 2007)
- Taxirik ez (Resistencia, 2009)

- Bikote bat (Resistencia, 2011). In Zusammenarbeit mit Mikel Azpiroz
- Beste hogei (Resistencia, 2013). In Zusammenarbeit mit Mikel Azpiroz

## Literarische Werke
- Sei lagun, sei sekretu (Igela, 1994)
- Gabon Guanito (Igela, 1995)
- Bizitza pusketak (Erein, 1996)
- Laura kanpoan da (Erein, 1999)
- Sebas lehiotik begira (Igela, 2001)
- Zubi misteriotsuan (Erein, 2001). Illustriert von Manu Ortega.
- Asteburu bat tren zaharrean (Erein, 2004). Illustriert von Manu Ortega
- Amapola oporretan (Erein, 2005). Illustriert von Jokin Mitxelena.
- Jon eta zaldiak (Erein, 2009). Illustriert von Mari Mar Agirre